# Howard Hanson
Howard Harold Hanson (Wahoo, Nebraska; 28 de octubre de 1896-Nueva York, 26 de febrero de 1981) fue un director de orquesta, compositor y educador estadounidense.
Le fue otorgado el Premio Roma en 1921. Cuando regresó a los Estados Unidos en 1924, se volvió director de la Escuela de Música de Eastman y permaneció en el puesto durante 40 años, transformando a la escuela en una institución de renombre mundial.
Pese a su arraigado interés académico de formación moderna, la música de su autoría es considerada como neoromántica, siendo más conocido por sus siete sinfonías y la ópera Merry Mount (1934).